# Margaret H. Mitchell
Margaret „Peggy“ Knox Howell Mitchell (* 3. November 1901 in Toronto; † 3. Oktober 1988 in Victoria) war eine kanadische Ornithologin. Sie gilt als die erste international renommierte Vogelkundlerin ihres Landes.

## Biographie
1920 begann Peggy Howell ihr Studium der Biologie und der Geologie an der University of Toronto, mit dem Ziel, eine akademische Laufbahn einzuschlagen. Da es Mitte der 1920er Jahre kaum Stellen für Ornithologen – ob weiblich oder männlich – gab, nahm sie eine Stelle als Sekretärin des Bereiches Paläontologie im Royal Ontario Museum (ROM) an.
1927 heiratete Howell Osborne Mitchell. Sie gab ihre Stellung auf und begann, als ehrenamtliche Ornithologin zu arbeiten. Sie erstellte die Passenger Pigeon Inquiry (Untersuchung zur Wandertaube), zu der sie 1929 eine Broschüre und 1935 das Buch The Passenger Pigeon in Ontario verfasste. Obwohl nicht mehr offiziell beim ROM angestellt und unbezahlt, wurde sie die erste Frau, die als Forscherin für jedes kanadische Naturkundemuseum arbeitete. 1928 wurde Peggy Howell Mitchell Mitglied der American Ornithologists’ Union (AOU) und 1933 der Wilson Ornithological Society; ornithologische Vereine in Toronto, die nur aus Männern bestanden, lehnten ihre Aufnahme ab.
1950 zog die Familie Mitchell nach Brasilien. Ihre Beschäftigung mit der dortigen Tierwelt mündete in dem Buch Observations on birds of southeastern Brazil. 1958 wurde sie mit der Wahl zum Elective Member der AOU geehrt. Sie beobachtete weiterhin Vögel in verschiedenen Ländern, so in Großbritannien, Barbados und im Nordwesten von Kanada. Zuletzt erlitt sie mehrere Schlaganfälle und musste im Rollstuhl sitzen. Sie starb 1988 im Alter von 86 Jahren.